# François Châtelet (Mathematiker)
François Châtelet (* 11. September 1912; † 19. April 1987) war ein französischer Mathematiker, der sich mit diophantischer Geometrie, dem Schnittfeld von Zahlentheorie und algebraischer Geometrie, beschäftigte.
Er war der Sohn des Zahlentheoretikers Albert Châtelet. Er wurde 1944 an der Faculté des Sciences in Paris promoviert (Variations sur un thème de Poincaré, Annales École Normale Supérieure, Band 61, 1944, S. 249–300) und war seit 1949 Professor an der Universität Besançon.
Châtelet befasste sich mit diophantischer Geometrie, insbesondere der Arithmetik von Severi-Brauer-Varietäten (höherdimensionalen Verallgemeinerungen von Kegelschnitten), die er in seiner Dissertation behandelte, von elliptischen Kurven und kubischen Flächen. Nach ihm und André Weil ist (durch John T. Tate 1958) die Weil–Châtelet Gruppe in der Theorie abelscher Varietäten (speziell elliptischer Kurven) benannt. Châtelet betrachtete sie 1946 am Spezialfall elliptischer Kurven und Weil bei allgemeineren abelschen Varietäten (1955).
Châtelet war seit 1960 einer der Herausgeber von L'Enseignement Mathématique.
Er ist nicht mit dem gleichnamigen Philosophen François Châtelet (1925–1985) zu verwechseln.